# Euphorbia sanasunitensis
Euphorbia sanasunitensis är en törelväxtart som beskrevs av Hand.-mazz.. Euphorbia sanasunitensis ingår i släktet törlar, och familjen törelväxter. Inga underarter finns listade i Catalogue of Life.